# لمويل ك. واشبورن
لمويل ك. واشبورن (بالإنجليزية: Lemuel K. Washburn)‏ هو كاتب أمريكي، (و. 1846  م).